# Zingha chapadensis
Zingha chapadensis är en fjärilsart som beskrevs av Brown 1973. Zingha chapadensis ingår i släktet Zingha och familjen praktfjärilar. Inga underarter finns listade i Catalogue of Life.